# Хьянг

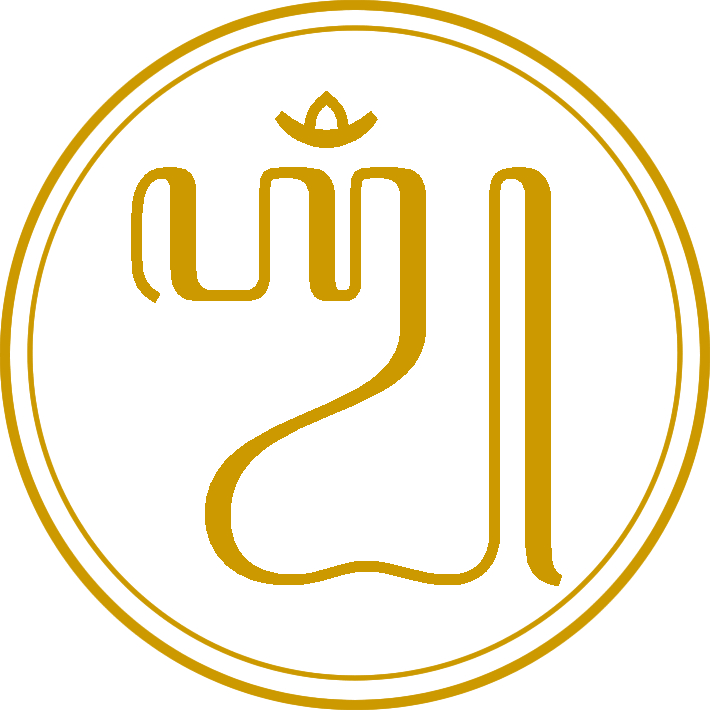
Яванское каллиграфическое написание слова «Хьянг»

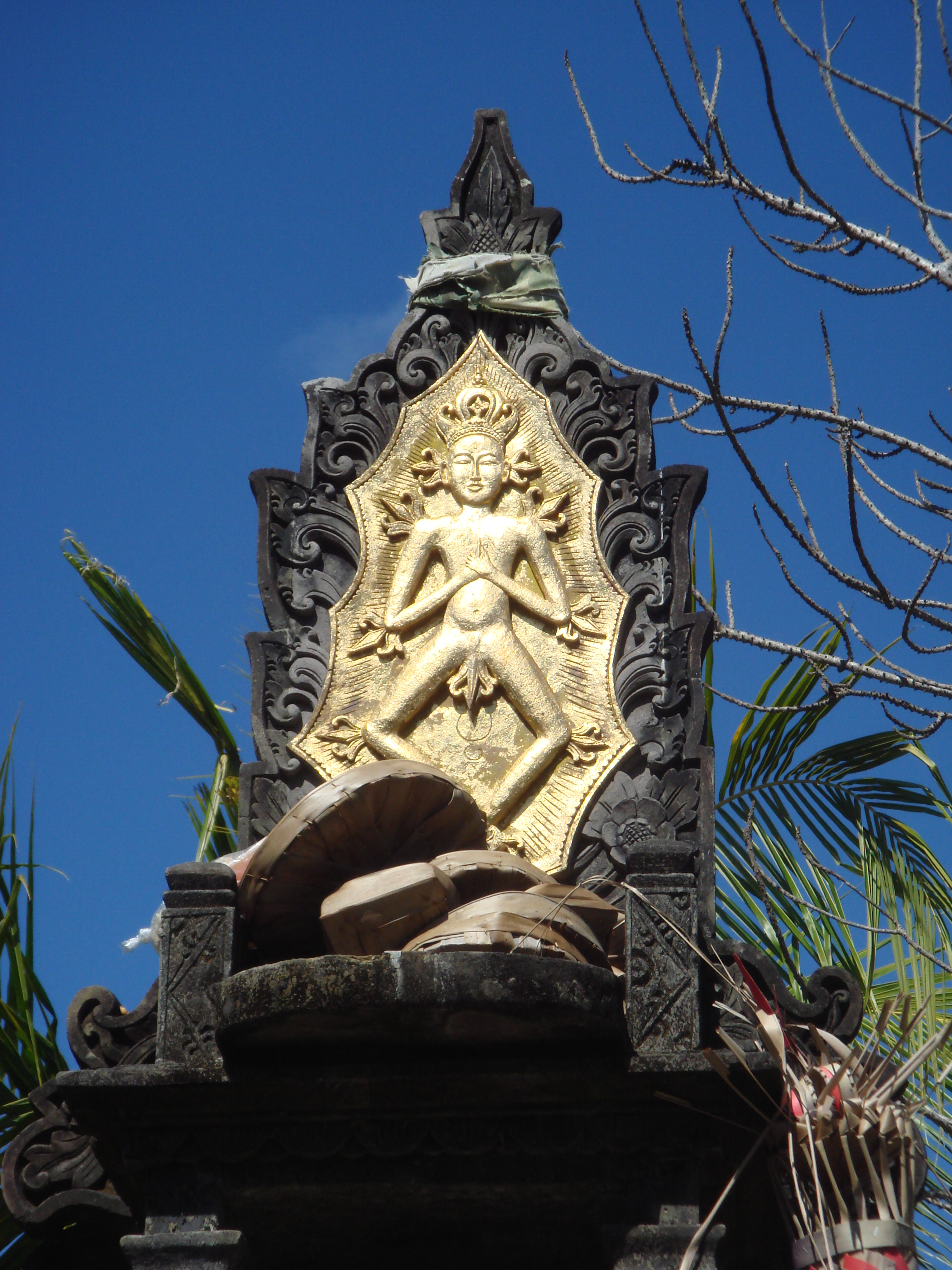
Ачинтья или Санг Хьянг Видхи, верховный бог в балийском индуизме

Хьянг (кави, яванский, сунданский и балийский) — невидимая духовная сущность, обладающая сверхъестественной силой в древней индонезийской мифологии. Может иметь божественное происхождение или представлять собой дух предков. Почитание этой духовной сущности можно найти в Sunda Wiwitan, Kejawen и балийском индуизме. В современном индонезийском языке этот термин ассоциируется с божествами, деватой или богом. Царство, в котором живут хьянги, называется кахьянган; обитель богов, в настоящее время является синонимом слов сварга или рай в современном индонезийском языке . 
В балийском индуизме хьянг является почитаемым духовным существом. Хьянг обычно описывается как священная и сияющая личная форма. Это название духовного существа, обладающего сверхъестественными способностями, изображаемого как солнце. Его приход в жизнь человека дает ему непрекращающееся удовлетворение, когда нет различия между сном и реальностью. Индонезийцы обычно используют этот термин для обозначения причины красоты, причины всего существующего (создателя) или просто для обозначения Бога. 

## Происхождения
Термин «хьянг» в настоящее время широко ассоциируется с балийским индуизмом, возникшим на древней Яве и Бали более тысячи лет назад. Однако этот термин на самом деле имеет более древнее происхождение, он коренится в древнем анимизме и динамизме австронезийцев, населяющих индонезийский архипелаг. Местные доиндусские буддисты и доисламские индонезийцы почитали и уважали духов предков, они также полагали, что некоторые духи могут обитать в определенных местах, таких как большие деревья, камни, леса, горы или любые священные места. Концепция «хьянг» изначально появилась на архипелаге и не считается производной от индийских дхармических религий.
До принятия индуизма, буддизма и ислама уроженцы индонезийского архипелага верили в могущественных, но невидимых духовных существ, которые могут быть как доброжелательными, так и злыми. Они также полагали, что умерший предок не исчезал или не полностью исчезал. Дух предков может обрести богоподобную духовную силу и оставаться вовлеченным в мирские дела своих детей. Вот почему почитание и поклонение предкам является важным элементом в системе верований коренных этнических групп, таких как народности ниас, даяк, тораджа, папуасские, а также многих других этнические групп Индонезии .
В древнем сунданском, яванском и балийском обществе эта невидимая духовная сущность определяется как «хьянг». Считается, что эти исконные божественные духи населяют высокие места, такие как горы, холмы и вулканы . Эти горные районы считаются священными царствами, обителью богов и местом успокоения душ предков.
В нескольких древних индонезийских надписях, датируемых индуистско-буддийским периодом (с VIII по XV в.), хьянг упоминался либо как название святилища, либо как имя божества, почитаемое в этом храме.

## Этимология

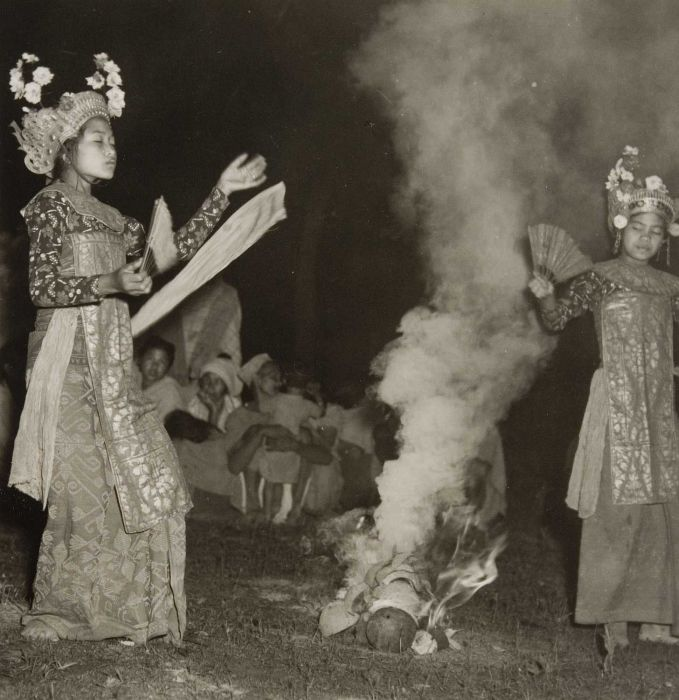
В священном балийском танце Sanghyang Dedari участвуют девушки, одержимые хьянгами.

На сунданском языке термин «нга-хьянг» означает «исчезнуть» или «невидимый». Предполагается, что слово «хьянг» имеет лингвистическую связь с малайским словом «хиланг», что означает «исчезнуть». В своем развитии термин «хьянг» стал корнем для многих слов которые до сих пор известны и используются в современном индонезийском языке:
- Почтение. Если к слову «хьянг» приложены префиксы Sang-, Dang-, Ra- (слова Сангхьянг, Дангхьянг или Рахьянг), оно предназначено для почитания или поклонения богам или умершим предкам. Например, Санхьянг Шри Похачи и Санг Хьянг Видхи [1] относятся к богам, а стилизованное имя Рахьянг Дева Нискала относится к имени покойного короля королевства Сунда. Слова Danghyang, Dhanyang или Danyang относится к духам-хранителям определенных священных или часто посещаемых мест. Имя основателя империи Шривиджаян, Дапунта Хьянг Шри Джаянаса, также содержало слово «хьянг», которое указывало на то, что он обладал сверхъестественной силой.
- Место. Kahyangan, позже kayangan, от слова ka-hyang-an — сфера, где проживает хианг. Из-за убеждения, что хианг предпочитают высокие места, некоторые горные районы считаются обителью хианга. Например, Парахьянган (Прианганская возвышенность[англ.]) относится к горному региону Западной Явы. Происходит от сочетания слов para-hyang-an, para указывает на множественное число, а суффикс -an показывает место, поэтому Parahyangan означает обитель хианг. Термин kahyangan также используется как тип храма. Pura kahyangan jagad — это балийский храм, расположенный в горной местности как аналог Пура Сегара — храм, расположенный у моря.[4] Плато Диенг[англ.] в Центральной Яве имеет то же происхождение, это комбинация ди-хьянг, что также означает «место Хьянг».
- Деятельность. Слово сембахьянг на малайском языке является синонимом исламского ритуала намаз. [5] Оно произошло от объединенного слова sembah-hyang, что означает «поклоняться хьянгам». [6] В балийском священном танце Sanghyang Dedari участвуют неполовозрелые девушки в состоянии транса. С помощью сложных ритуалов для вызова духов, хьянги овладевают девушками и заставляют их бессознательно выполнять сложные танцевальные движения.[7] Sanghyang Jaran — это балийское название для танца Kuda Lumping, в котором также участвует дух, вводящий исполнителя в  транс.

## Характеристики
Говорят, что хьянг движется только по прямой. Соответственно, традиционные балийские храмы имеют стену, которая называется алинг-алинг и располагается прямо перед дверным проемом, удерживая дух снаружи, потому что он движется только по прямым линиям и, следовательно, отскакивает.  Подобные стены можно увидеть у входа на некоторые яванские кладбища. Аналогичные верования встречаются и в других духовных традициях.